# Papp László Budapest Sportaréna
De Papp László Budapest Sportaréna, ook bekend als de Budapest Sports Arena of lokaal alleen Arena is een multifunctionele indoorarena in het district XIV van Boedapest, Hongarije. Het is na de New Budapest Arena de grootste evenementenhal van het land en is vernoemd naar de Hongaarse bokser László Papp. De locatie biedt plaats aan maximaal 12.500 personen in de grootste concertconfiguratie, tot 11.390 voor boksen en 9.479 voor ijshockey. Een langeafstandsbusstation bevindt zich onder het gebouw.

## Geschiedenis
De bouw van de arena begon op 30 juni 2001, nadat de originele Budapest Sportcsarnok, gebouwd in 1982, op 15 december 1999 op dezelfde plaats afbrandde. De sporthal was binnen anderhalf jaar klaar en de openingsceremonie vond plaats op 13 maart 2003. Sinds 28 mei 2004 draagt de arena de naam van de Hongaarse bokser László Papp en staat officieel bekend als Papp László Budapest Sports Arena.